# Bio-Hazard Battle
Bio-Hazard Battle, lanzado en Japón como Crying: Aseimei Sensou (クライング 亜生命戦争?) es un juego de Matamarcianos de desplazamiento lateral de 1992 lanzado para Sega Mega Drive / Genesis y para la plataforma de juegos Sega Mega Play. El 26 de febrero de 2007, también estuvo disponible en la consola virtual de Wii. A partir del 26 de octubre de 2010, el juego también está disponible en Steam.

## Argumento
Durante G-Biowar I (la Primera Guerra Mundial), se lanzó una nueva y poderosa forma de retrovirus como una represalia mortal del enemigo. Los virus desataron fuerzas biológicas que no pudieron ser detenidas, dejando al planeta lleno de formas de vida nuevas y mortales.
Solo unos pocos sobrevivientes permanecen en animación suspendida en O.P. Odysseus, una plataforma en órbita que rodea a Avaron. El propósito de la estación espacial es mantener vivos a los humanos sobrevivientes hasta que Avaron sea habitable nuevamente. La tripulación del Odysseus, junto con cuatro naves orgánicas conocidas como «Biowarriors», han estado congeladas en tanques criogénicos durante cientos de años, y ahora la computadora a bordo los ha despertado.

## Modo de juego
El juego presenta un estilo de juego de disparos en 2D de desplazamiento lateral y el personaje elegido por el jugador puede moverse en 8 direcciones de la cruceta. El jugador puede moverse, disparar, esquivar y bloquear. Para bloquear un proyectil enemigo, el jugador debe colocar la estrella de poder en el camino del proyectil. También hay una variedad de armas diferentes a disposición de los naves. Hay cuatro naves diferentes disponibles y cada una tiene diferentes armas. Sus velocidades de vuelo también varían.
El jugador comienza con un número predeterminado de vidas, de 1 a 5, siendo 3 el valor predeterminado. Cuando un jugador es golpeado por una criatura o entorno hostil, su nave se destruye y reaparecerá con una vida menos. Se pueden obtener vidas adicionales al absorber los íconos 1-UP en las distintas etapas, o al alcanzar hitos para acumular puntos sin terminar Game Over. 20 000, 50 000 y 100 000 puntos son los primeros tres.
El juego también presenta un fuerte uso de pistas de música profundas y pesadas en graves, obras de arte creativas y coloridas y elementos de primer plano y fondo. A pesar de los muchos obstáculos en los escenarios y paisajes, el jugador no puede ser dañado o morir cuando no se choca con un enemigo o fuego enemigo. Sin embargo, los jugadores pueden morir al ser aplastados entre el borde de la pantalla y una pared. El desplazamiento y el movimiento enemigo son extremadamente rápidos en comparación con otros juegos de su tiempo. El jugador viaja a través de ocho niveles, cada uno aumentando en dificultad, y los últimos tres solo están disponibles en las dificultades más altas.

## Recepción
El juego recibió en general críticas positivas.